# Scudo milanese
Lo scudo era la moneta del Ducato di Milano fino al 1796. Era suddiviso in 6 lire, ciascuna di 20 soldi oppure in 240 denari. Era pari al Konventionstaler e fu sostituito dalla lira della Repubblica Cispadana, con un valore della lira cispadana pari alla lira milanese. 
A sua volta la lira cispadana fu sostituita nel 1797 dalla lira della Repubblica Cisalpina, e in seguito dal franco francese nel 1802. Nel 1816, lo scudo lombardo-veneto venne nuovamente introdotto con un valore pari al Konventionstaler.

## Monete
Nel tardo XVIII secolo, le monete d'argento circolavano in tagli da 5 soldi, ½, 1 e 1½ lira, ½ e 1 scudo. Le monete d'oro invece erano battute in tagli da 1 zecchino, ½ e 1 sovrano, e 1 doppia. 
La Repubblica Cispadana ha battuto monete da 20 lire in oro, mentre la Repubblica Cisalpina ha emesso monete in argento da 30 soldi e da 1 scudo.